# Bow Group

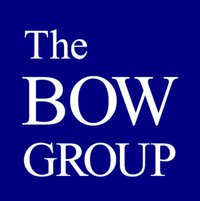
Logotipo de The Bow Group

El « Bow Group » (Grupo de arco) es un centro de reflexión (think tank) creado por el Partido Conservador del Reino Unido en el año 1951.
Los trabajos que se encaran en el marco del « Bow Group » cubren las distintas áreas de políticas económicas, y especialmente política monetaria, política comercial, política industrial, políticas presupuestarias, y regulaciones financieras, así como los aspectos económicos de las políticas energéticas y medioambientales.